# Учасники російсько-української війни Щ
Учасники російсько-української війни, прізвища яких починаються з літери Щ:
1. Щебетун Сергій Володимирович
2. Щебетюк Олександр Дмитрович
3. Щеглов Андрій Володимирович
4. Щеглов Сергій Борисович
5. ‎Щелинський Владислав Олексійович
6. Щенніков Євген Олександрович
7. Щепанський Олег Володимирович
8. Щепцов Дмитро Володимирович
9. Щерба Ігор Володимирович
10. Щерба Олесь-Юліан Іванович
11. Щерба Тарас Орестович
12. Щербак Дмитро Дмитрович
13. Щербак Олексій Юрійович
14. Щербак Сергій Олександрович
15. Щербак Сергій Сергійович
16. Щербаков Андрій Юрійович
17. Щербаков Єгор Миколайович
18. Щербаков Ігор Сергійович
19. Щербаков Олександр Олександрович (військовик)
20. Щербанюк Михайло Миколайович
21. Щербанюк Олександр Сергійович
22. Щербань Михайло Іванович
23. Щербань Олег Олександрович
24. Щербань Олександр Володимирович
25. Щербатий Іван Анатолійович
26. Щербатюк Роман Валерійович
27. Щербатюк Роман Олексійович
28. Щербина Артем Григорович
29. Щербина Денис Юрійович
30. Щербина Ігор Іванович
31. Щербина Олександр Олександрович
32. Щербина Павло Стефанович
33. Щербина Роман Олександрович
34. Щербина Юрій Володимирович
35. Щербіна Андрій Вікторович
36. Щербіна Сергій Васильович
37. Щетинський Юрій Іванович
38. Щирба Тарас Михайлович
39. ‎Щигло Владислав Олександрович
40. Щобак Юрій Васильович
41. Щоголев Іван Євгенович
42. ‎Щоголев Максим Ігорович
43. ‎Щокін Іван Андрійович
44. Щокін Сергій Григорович
45. Щоткін Сергій Валентинович
46. Щукін Сергій Юрійович
47. Щупак Тарас Ярославович
48. Щур Володимир Іванович
49. Щур Олег Олександрович
50. Щуренко Євген Валерійович
51. Щуренко Микола Григорович
52. Щуров Олександр Сергійович